# Azorisk lager
Azorisk lager (Laurus azorica) eller atlantlager, är ett träd i lagersläktet som kan bli upp till 25 meter högt. Dess blommor är gulvita, sitter i klasar och blomning sker från februari till maj. Arten förekommer på Azorerna.
Växten är oftast utformad som ett träd som blir 15 meter högt.
Azorisk lager växer i låglandet och i bergstrakter upp till 1000 meter över havet. Den ingår i skogar som domineras av växter från bärporssläktet (Morella), av släktet Piconnia och av ensläktet (Juniperus). Enstaka exemplar hittas i buskskogar och på lavafält.
Beståndet hotades tidigare av landskapets omvandling till jordbruksmark. Trädet paverkas negativ av introducerade växter som Pittosporum latum, Hedychium gardenerianum, Leycesteria formosa och Clethra arborea. Dessutom bildas hybrider med Laurus nobilis. Hela populationen är fortfarande stor. IUCN listar arten som livskraftig (LC).

## Bildgalleri

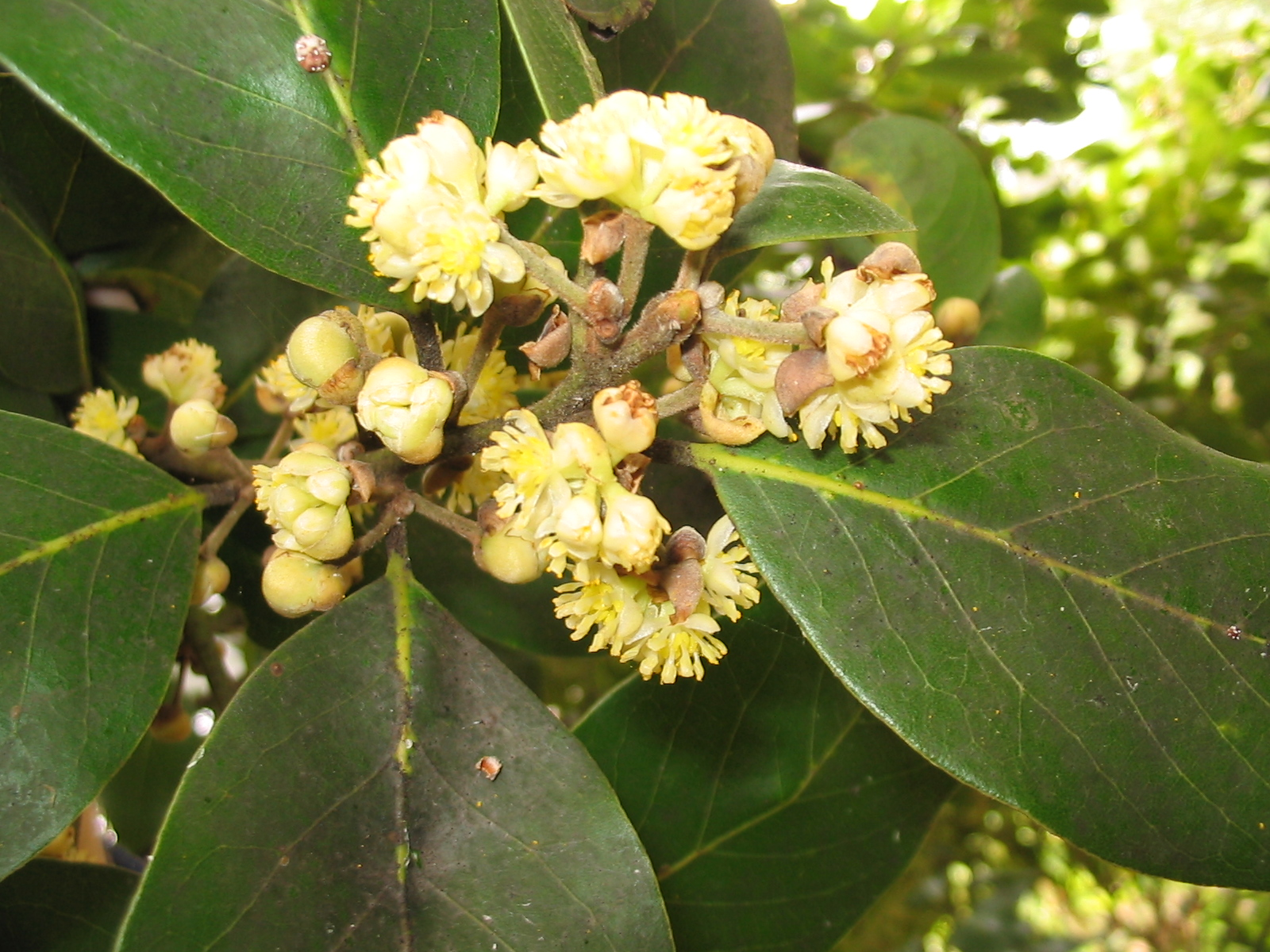
Blommor hos L. azorica.
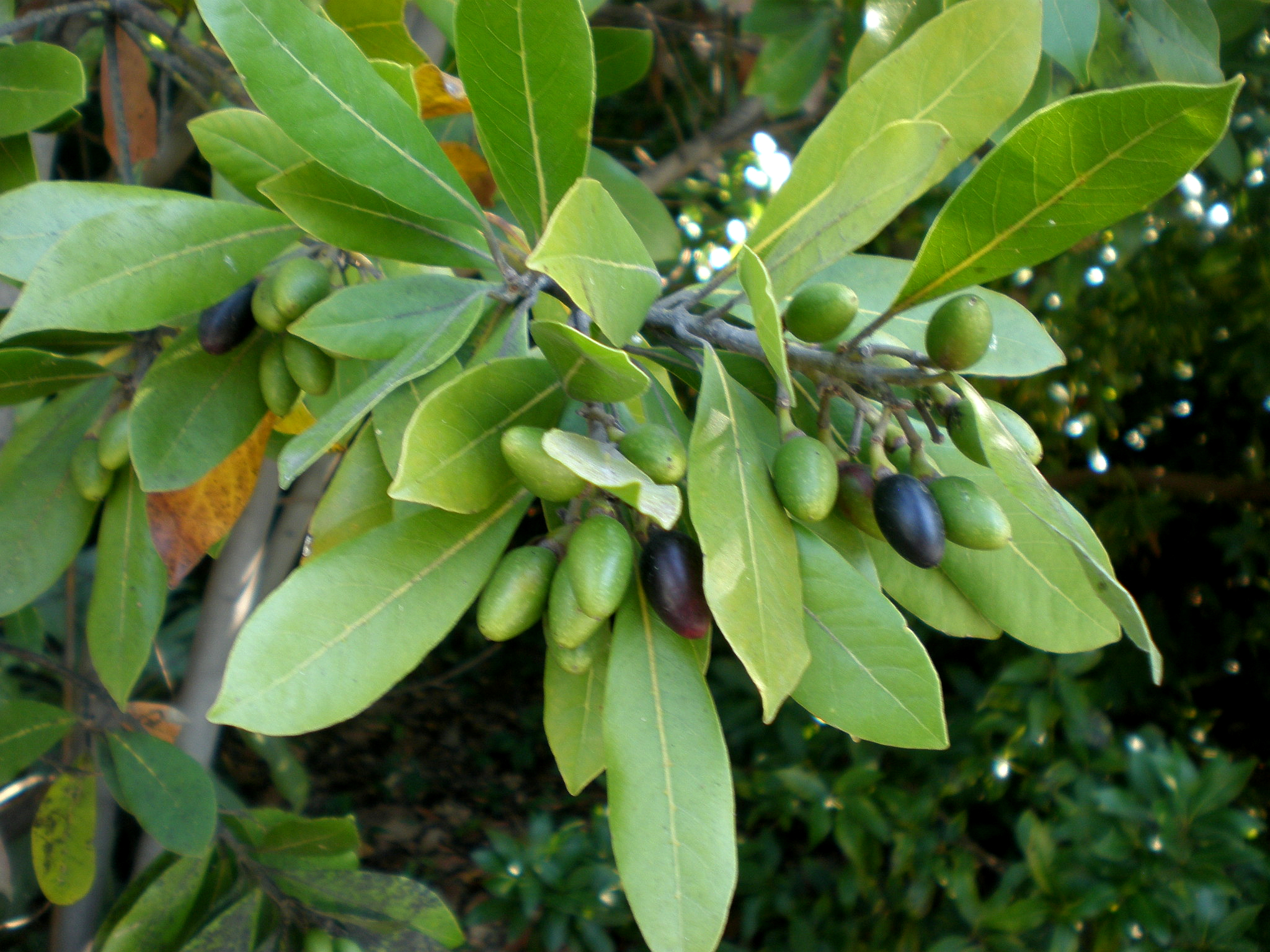
Blad och frukter.